# Lucé-sous-Ballon
Lucé-sous-Ballon è un comune francese di 110 abitanti situato nel dipartimento della Sarthe nella regione dei Paesi della Loira.

## Società

### Evoluzione demografica
Abitanti censiti